# Braceborough and Wilsthorpe
Braceborough and Wilsthorpe är en civil parish i Storbritannien.   Den ligger i grevskapet Lincolnshire och riksdelen England, i den sydöstra delen av landet, 130 km norr om huvudstaden London. Antalet invånare är 305.